# Green Book
Green Book é um filme de comédia dramática norte-americano acerca de uma turnê na região do Sul Profundo dos Estados Unidos, feita pelo pianista de jazz clássico Don Shirley (Mahershala Ali) e Tony Vallelonga (Viggo Mortensen), um segurança ítalo-americano que trabalhou para Shirley como motorista e segurança. Dirigido por Peter Farrelly, o roteiro foi escrito por Farrelly, Brian Hayes Currie e Nick Vallelonga, baseado nas entrevistas de seu pai e de Shirley, além das cartas que foram enviadas à sua mãe. O título do filme refere-se ao livro The Negro Motorist Green Book, informalmente chamado de Green Book, um guia turístico, escrito por Victor Hugo Green, destinado a ajudar viajantes afro-americanos, indicando-lhes dormitórios e restaurantes relativamente amigáveis com negros, durante a vigência das chamadas leis Jim Crow.
Green Book teve estreia mundial no Festival Internacional de Cinema de Toronto, em setembro de 2018, onde foi galardoado com o People's Choice Award, que premia os filmes mais populares entre os festivais. Em 16 de novembro de 2018, foi lançado teatralmente nos Estados Unidos por intermédio da Universal Pictures. O filme recebeu críticas favoráveis, cujas avaliações reconheceram prosseguidamente as atuações de Mahershala Ali e Viggo Mortensen. Além disso, foi escolhido pelo National Board of Review como o Melhor Filme de 2018, e entrou para um dos Melhores Dez Filmes selecionados pelo American Film Institute. Recebeu, ainda, indicações para o Prémios Globo de Ouro de 2019 nas categorias de Melhor Filme de Comédia ou Musical, Melhor Ator em Filme de Comédia ou Musical (Mortensen), Melhor Ator Coadjuvante (Ali), Melhor Direção e Melhor Roteiro. Venceu, também, o Oscar 2019 nas categorias de Melhor Ator Coadjuvante para Mahershala Ali, Melhor Roteiro Original e Melhor Filme.

## Enredo
Passado no ano de 1962, o segurança de Nova Iorque, Frank "Tony Lip" Vallelonga, está à procura de novos empregos depois que sua discoteca foi fechada para reformas que, eventualmente, faz uma entrevista como motorista de "Doc" Don Shirley, um famoso pianista de musica clássica. O primeiro encontro não tem um bom progresso, já que o comportamento irreverente e superficial de Tony colide com o comportamento reservado e sofisticado d Don. No entanto, Don contrata Tony através da opinião dos demais, já que ele precisava de alguém que pudesse ajudá-lo a evitar problemas durante uma turnê de oito semanas pela região de Deep South. Ambos embarcam com planos de voltar para a casa na véspera de Natal. Tony recebe uma cópia do Green Book da equipe do estúdio de gravação de Don: um guia para viajantes afro-americanos encontrarem locais seguros em todo o sul que, à época, se encontrava segregado.
A turnê é iniciada no Centro-Oeste antes de ir ao Sul. Tony e Don discordam sobre suas diferenças, já que Tony se sente desconfortável ao ser solicitado a agir adequadamente, enquanto Don fica desgostoso com seus hábitos. Independentemente disso, Tony se vê impressionando com o talento d Don ao piano, e cada vez mais enojado com o tratamento discriminatório que recebe. Depois de um incidente em que homens brancos ameaçaram a vida de Don, Tony o salva ameaçando puxar uma arma para eles. Tony instrui Don para não sair sem ele pelo resto das datas da digressão.
Ao longo da jornada, Tony escreve cartas para sua esposa e filhos. Don treina-o a escrever com uma prosa mais bonita, que emociona profundamente sua esposa. Tony incentiva Don a entrar em contato com seu irmão distante, mas Don hesita; Don afirma que ficou isolado de sua família devido à sua vida profissional.
Depois que Don é visto tendo um encontro com um homem branco gay na piscina da Associação Cristã de Moços, Tony suborna os policiais para impedir a prisão do músico. Don fica chateado porque Tony recompensou os policiais pelo tratamento. Mais tarde, os dois são presos depois que um policial os encontra tarde da noite numa cidade. Quando o policial insulta Tony, ele dá um soco e ambos são levados à delegacia. Enquanto estão encarcerados, Don pede para chamar seu advogado, e aproveita a oportunidade para entrar em contato com o procurador-geral Robert F. Kennedy, que ordena ao governador que os libertassem.
Os acontecimentos vêm à tona quando, na noite da apresentação final da turnê em Birmingham, no Alabama, Don é impedido se entrar na sala de jantar exclusiva para brancos no hotel. Tony ameaça o Dono, e Don se recusa a tocar desde que seja servido no mesmo local dos demais. Tony e Don, em seguida, direcionam-se a um clube de blues composto predominantemente por negros, onde Don desperta a multidão com sua música.
Tony e Don voltam para o Norte durante uma nevasca para tentar chegar em casa na véspera natalina. Contanto, são parados por um policial que lhes diz que o carro está com o pneu furado e  diferentemente dos policiais anteriores é educado e solicito ajudando na troca do pneu. Don assume a direção depois que Tony fica extremamente exausto, e ambos chegam a tempo de celebrar o Natal no jantar da família de Tony, que convida Don para afazer parte do grupo. Don recusa e vai para casa, mas acaba voltando para a casa de Tony. Na última passagem, fotos de ambos são exibidas, e sua longa amizade é retratada.

## Elenco
- Viggo Mortensen como Frank "Tony Lip" Vallelonga
- Mahershala Ali como "Doc" Don Shirley
- Linda Cardellini como Dolores Vallelonga
- Dimeter Marinov como Oleg
- Mke Hatton como George
- Iqbal Theba como Amit
- Sebastian Maniscalco como Johnny Venere
- P. J. Byne como produtor executivo
- Montrel Miller como garçom do hotel de Birmingham
- Tom Virtue como Morgan Anderson
- Dennis W. Hall como Wise Guy Mags
- Randal Gonzalez como Gorman
- Maggie Nixon como Coat Check Girl
- Brian Distance como policial

## Produção e lançamento
Viggo Mortensen começou as negociações para estrelar o filme em maio de 2017. Peter Farrelly foi definido para dirigir o filme, cujo roteiro havia sido escrito por Nick Vallelong, filho de Tony Lip e Brian Hayes Currie. Em 30 de novembro de 2017, o elenco principal havia sido determinado, englobando Mortensen, Mahershala Ali, Linda Cardellini e Iqbal Theba. As produções começaram na mesma semana, em Nova Orleans; em janeiro de 2018, foi anunciado que o comediante Sebastian Maniscalco faria parte do elenco.
Green Book foi estreado com lançamento limitado nos Estados Unidos, com exibições em 20 cidades, na data de 16 de novembro de 2018. Em 21 de novembro de 2018, as exibições foram impulsionadas. A estreia mundial do filme ocorreu no Festival Internacional de Cinema de Toronto, em 11 de setembro de 2018. Alem disso, foi exibido no Festival de Cinema d Nova Orleans, em 17 de outubro de 2018, e no AFI Fest, em 9 de novembro de 2018. Além disso, foi selecionado como filme surpresa do Festival de Cinema de Londres.
Um controvérsia ocorreu quando, em 7 de novembro de 2018, durante um painel de discussão para promover o filme, Mortensen proferiu a palavra "nigger". No dia seguinte, Mortensen pediu desculpas, afirmando: "Apesar da minha intenção de ser extremamente contra qualquer ideia racista, e não tenho o direito de imaginar a dor que é causada por quem ouve esta palavra em qualquer contexto, especialmente por ser um homem branco. Eu não uso esta palavra em ambientes públicos ou privados. Sinto muito por ter usado na noite passada, e sequer farei novamente."

## Recepção

### Crítica profissional
No Metacritic, o filme conta com uma nota de 70 de 100, baseada em 44 críticas que indicam análises favoráveis. No agregador de críticas Rotten Tomatoes, o filme tem uma aprovação de 82%, baseada em 175 análises, e uma avaliação média de 7,7/10. Segundo o consenso do portal, "Green Book leva o público a um passeio surpreendentemente tranquilo através de temas possivelmente turbulentos, alimentados pelo toque hábil de Peter Farrelly e um par de atores bem selecionados."  Barry Hertz, do jornal canadense The Globe and Mail, afirmou: "O filme de Farrelly é válido de ser assistido, especialmente tendo em conta que agora está praticamente destinado a dominar a temporada de premiações. Mas faça um favor a si mesmo: cada vez que seus colegas de cinema baterem palmas, pergunte a quem é que eles estão batendo palmas." Ann Honarday, do The Washington Post, escreveu: "De forma vantajosa, Green Book coloca dois dos melhores atores do cinema trabalhado em um Cadillac turquesa, deixando-os livres em uma dinâmica cinematográfica divertida, que se move rapidamente repleta de amor, arte e alma."
Mick LaSalle, do San Francisco Chronicle, atribuiu nota máxima ao filme, dizendo: "há algo profundamente certo sobre esse filme, tão fiel ao tempo retratado e tão bem-vindo neste momento: é leve em seu toque, respeitoso em seu personagens e grande em seu espírito de brilhar." Andy Howell, do site Film Threat, avaliou: "Green Book é, de fato, um filme publicamente agradável — além das brincadeiras entre os personagens de ideários opostos, existem, claramente, heróis e vilões. Os roteiristas conseguem fazer nuances, especialmente ao discutirem a incompatibilidade de Shirley nas comunidades brancas e negras." Johnny Oleksinski, do New York Post, afirmou: "O drama jovial sobre uma viagem de dois homens — um branco e um negro — é infalivelmente otimista." Para o USA Today, Brian Truitt escreveu: "[Green Book] é uma aula magna que coloca Viggo Mortensen e Mahershala Ali a impulsionar esse trabalho comovente e muitas vezes hilário, dando-lhe um apelo público."

### Bilheteria
Green Book arrecadou US$ 312.000 após exibições em 25 cinemas na semana de abertura, com média de US$ 12.480 por local; segundo o Deadline.com, "não foi uma boa abertura". O site de entretenimento TheWrap afirmou, no entanto, que foi uma "abertura bem-sucedida", observando que o frenesi ajudaria a incrementar a bilheteria do filme mundialmente. Seguidamente, o filme teve impulsionamento de exibição ao lado de Ralph Breaks the Internet, Robin Hood e Creed II, e foi projetado para arrecadar cerca de US$ 7 a 9 milhões durante o fim de semana, de 21 de novembro a 25 de novembro. Por outro laod, arrecadou US$ 908.000 no primeiro dia, US$ 1 milhão no segundo e US$ 5,4 milhões no fim de semana, terminando no nono lugar entre os filmes mais assistidos do período.
O prazo final dizia que a abertura "estava longe de ser considerada um sucesso", e que o frenesi e as indicações recorrentes a prêmios seriam necessárias para ajudar o filme a aumentar os valores de bilheteria. Estúdios rivais argumentaram que a Universal Studios havia ido longe demais, com exibições de 25 cinemas para 1.063 em menos de uma semana. No segundo final de semana, o filme faturou US$ 3,9 milhões, caindo apenas 29% e levando algumas pessoas do meio a acreditar que o filme poderia chegar a US$ 50 milhões durante a temporada de premiações. No terceiro fim de semana, imbuído das nomeações ao Globo de Ouro e de uma massiva divulgação, não houve queda e novamente faturou US$ 3,9 milhões.

## Prêmios e Indicações
| Premiação          | Premio                            | Recipiente                                                                          | Resultado |
| ------------------ | --------------------------------- | ----------------------------------------------------------------------------------- | --------- |
| Oscar 2019         | Melhor Filme                      | Jim Burke, Charles B. Wessler, Brian Hayes Currie, Peter Farrelly e Nick Vallelonga | Venceu    |
| Oscar 2019         | Melhor Roteiro Original           | Peter Farrelly, Nick Vallelonga, Brian Hayes Currie                                 | Venceu    |
| Oscar 2019         | Melhor Ator                       | Viggo Mortensen                                                                     | Indicado  |
| Oscar 2019         | Melhor Ator Coadjuvante           | Mahershala Ali                                                                      | Venceu    |
| Oscar 2019         | Melhor Montagem                   | Patrick J.Don Vito                                                                  | Indicado  |
| Globo de Ouro 2019 | Melhor Filme - Comédia ou Musical | Jim Burke, Charles B. Wessler, Brian Hayes Currie, Peter Farrelly e Nick Vallelonga | Venceu    |
| Globo de Ouro 2019 | Melhor Direção                    | Peter Farrelly                                                                      | Indicado  |
| Globo de Ouro 2019 | Melhor Roteiro                    | Peter Farrelly, Nick Vallelonga, Brian Hayes Currie                                 | Venceu    |
| Globo de Ouro 2019 | Melhor Ator - Comédia ou Musical  | Viggo Mortensen                                                                     | Indicado  |
| Globo de Ouro 2019 | Melhor Ator Coadjuvante           | Mahershala Ali                                                                      | Venceu    |
| WGA 2019           | Melhor Roteiro Original           | Peter Farrelly, Nick Vallelonga, Brian Hayes Currie                                 | Venceu    |
| BAFTA 2019         | Melhor Filme                      | Jim Burke, Charles B. Wessler, Brian Hayes Currie, Peter Farrelly e Nick Vallelonga | Indicado  |
| BAFTA 2019         | Melhor Roteiro Original           | Peter Farrelly, Nick Vallelonga, Brian Hayes Currie                                 | Indicado  |
| BAFTA 2019         | Melhor Ator                       | Viggo Mortensen                                                                     | Indicado  |
| BAFTA 2019         | Melhor Ator Coadjuvante           | Mahershala Ali                                                                      | Venceu    |